# Guy Berryman
Guy Rupert Berryman (Kirkcaldy, 12 aprile 1978) è un polistrumentista britannico, noto per essere il bassista dei Coldplay.

## Biografia

### Primi anni
Nato a Kirkcaldy (nella regione scozzese di Fife) da padre ingegnere e madre insegnante, Berryman si è trasferito con la famiglia nella regione inglese del Kent all'età di dodici anni. Ha frequentato per tre anni l'Edinburgh Academy per poi, in seguito al trasferimento nel Kent, frequentare il prestigioso Kent College a Canterbury, nel quale ha suonato la batteria e la tromba in un gruppo chiamato Time Out. All'età di 13 anni ha iniziato a suonare il basso, ascoltando musica funk e groove.
Nel 1996, seguendo le orme paterne, Berryman si è iscritto alla facoltà di ingegneria dello University College di Londra. All'università ha incontrato Chris Martin, Will Champion e Jonny Buckland, formando con loro i Coldplay. A metà corso Berryman ha abbandonato ingegneria per architettura, decidendo più avanti di dedicarsi interamente alla musica.

### Altre attività
Oltre agli impegni con i Coldplay, Guy Berryman è amico e collaboratore di Magne Furuholmen degli a-ha, prendendo parte all'album di quest'ultimo, Past Perfect Future Tense (2004), al brano Kriptonite, il quale ha visto anche la partecipazione di Will Champion. Nel 2008 ha partecipato alla colonna sonora del film Umi no Shanghai ed all'album di Furuholmen A Dot of Black in the Blue of Your Bliss. Nello stesso anno ha inoltre collaborato con Furuholmen e Jonas Bjerre dei Mew (uniti insieme con il nome Apparatjik) per la realizzazione del tema musicale della serie televisiva Amazon. La colonna sonora di Amazon, Songs for Survival, è stata pubblicata in favore dell'organizzazione non governativa Survival International charity.
Nel 2009 ha curato la foto di copertina del nono album degli a-ha Foot of the Mountain, nel cui libretto appaiono alcune fotografie da lui scattate. Nello stesso periodo è ritornato con gli Apparatjik per la realizzazione dell'album di debutto We Are Here, uscito nel 2010.

### Vita privata
Guy è un grande fan di Capitan America e Space Invaders, nonché dei libri e film di fantascienza. È legato alla squadra di calcio della natia Kirkcaldy il Raith Rovers Football Club, come l'ex primo ministro inglese Gordon Brown. Su richiesta di quest'ultimo, i Coldplay si sono esibiti nel 2006 per un concerto benefico nello stadio di Stark's Park. Berryman è anche un collezionista di strumenti musicali, dischi di vinile, libri antichi, opere d'arte, mobili antichi, di modernariato, di design e gadgets. Un disegno di Berryman è inoltre apparso in Skizzenbuch Unterwegs, libro che raccoglie i disegni di 100 artisti indipendenti. La storia del disegno, che raffigura il Centro Georges Pompidou, fa riferimento a un episodio avvenuto durante la sua infanzia, ovvero il fatto che il bassista, all'età di otto anni, si era perso durante la visita del museo parigino, finendo sul tetto.
Nel 2004 Guy ha sposato Joanna Briston, dalla quale ha avuto una figlia, Nico, nata il 17 settembre 2006. La coppia si è successivamente separata nel 2007.
Nel 2007 era considerato uno degli uomini sotto i 30 più ricchi nel Regno Unito con una fortuna stimata di oltre 45 milioni di euro. MSN UK

## Stile e influenze musicali
Sebbene sia mancino, Berryman è solito suonare il basso in maniera tradizionale. Il modello utilizzato abitualmente da Berryman è un Fender Precision Bass.
Le principali influenze musicali di Berryman sono U2, James Brown, Maceo Parker, The Beatles, The J.B.'s, Kool & The Gang, Pink Floyd.

## Discografia

### Con i Coldplay
- 2000 – Parachutes
- 2002 – A Rush of Blood to the Head
- 2005 – X&Y
- 2008 – Viva la vida or Death and All His Friends
- 2011 – Mylo Xyloto
- 2014 – Ghost Stories
- 2015 – A Head Full of Dreams
- 2019 – Everyday Life
- 2021 – Music of the Spheres
- 2024 – Moon Music

### Con gli Apparatjik
- 2010 – We Are Here
- 2012 – Square Peg in a Round Hole

### Collaborazioni
- 2004 – Magne Furuholmen – All the Time (da Past Perfect Future Tense)
- 2004 – Magne Furuholmen – Kryptonite (da Past Perfect Future Tense)
- 2004 – Magne Furuholmen – Nothing Here to Hold You (da Past Perfect Future Tense)
- 2009 – Natalie Imbruglia – Lukas (da Come to Life)
- 2011 – The Pierces – You & I